# Михалков, Владимир Сергеевич
Влади́мир Серге́евич Миха́лков (2 июня 1817, Ярославль, Ярославская губерния, Российская империя — 9 декабря 1900, Севастополь, Таврическая губерния, Российская империя) — ярославский коллекционер и общественный деятель. Владелец усадьбы Петровское. Прадед поэта Сергея Михалкова и актёра Петра Глебова.

## Биография

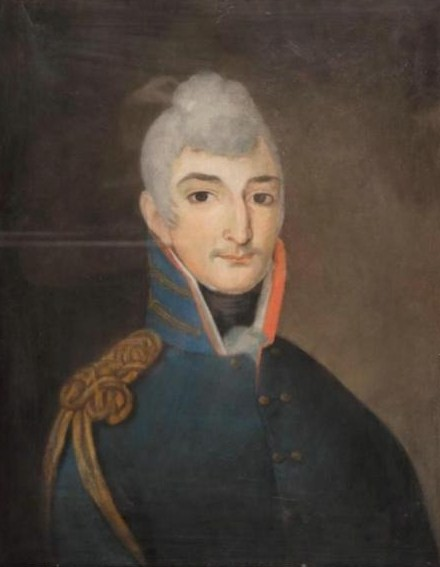
Отец

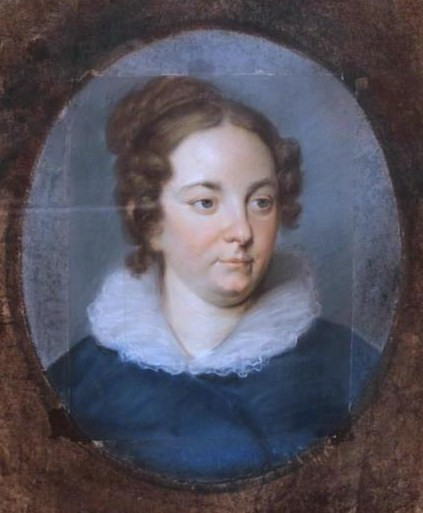
Мать

Родился 2 июня 1817 года в Ярославле в семье Михалковых. Его отец Сергей Владимирович Михалков (1789—1843), участник Отечественной войны 1812 года, стал первым в семье собирателем книг и составил внушительную библиотеку, более чем в 1200 томов. Мать Мария Сергеевна (1792—1855, урожденная княжна Голицына) была знакома с ярославской поэтессой Ю. В. Жадовской, которая посвятила ей стихотворение «Все пируют, речи полны…».
Владимир был старшим из десяти детей. Детство его прошло в усадьбе Петровское, расположенной на берегу Волги напротив Рыбинска. Начальное образование получил в Дерптской гимназии, а после обучался на кафедре камеральных наук историко-филологического факультета немецкоязычного Дерптского университета, которую закончил со степенью кандидата университета в 1839 году. В 1845 году началась его служебная карьера сначала в ведомстве Министерства иностранных дел, а затем в должности почётного смотрителя Ярославского уездного училища.
В 1854 году ярославское дворянство избрало Михалкова почётным попечителем Ярославской мужской гимназии, обязанности которого он исполнял до середины 70-х годов. В 1855 году он пожертвовал гимназии часть собранной им коллекции книг и минералов, за что был удостоен признательности Министерства народного просвещения. Деятельность Михалкова по улучшению народного образования касалась и рыбинских учебных заведений. Находясь в должности главы попечительного совета Рыбинского женского училища, он много усилий приложил к тому, чтобы в 1875 году это училище было преобразовано в Рыбинскую женскую гимназию. Михалков также ежегодно жертвовал в пользу женского образования в Рыбинске 100 рублей из своих личных средств.
В 1857 году Владимир Михалков был избран предводителем дворянства Рыбинского уезда и прослужил на этой должности до 1871 года. Принимал активное участие в осуществлении Крестьянской реформы, за что получил знак отличия. В 1866 году был впервые избран почётным мировым судьёй, на должности которого занимался урегулированием отношений между крестьянами и помещиками. В конце своей служебной карьеры Михалков имел чин действительного статского советника.
В 1890 году Михалков переехал в унаследованную от жены подмосковную усадьбу Назарьево близ Звенигорода, где имелась интересная картинная галерея с работами западноевропейских художников (после 1917 года реквизирована и перевезена в Звенигородский музей). В это время он был избран предводителем дворянства Звенигородского уезда.
Умер 9 декабря 1900 года. Похоронен на приходском кладбище в Назарьево.

## Коллекция
Михалков был увлечён коллекционированием, а также палеонтологией, минералогией. Все коллекции хранились в усадьбе Петровское, где Владимир провёл большую часть своей жизни. Наиболее ценной была библиотека, которая к началу XX века насчитывала около 50 тысяч томов и считалась одной из лучших частных библиотек России. В составе библиотеки находились русские и западноевропейские книги, первопечатные издания, инкунабулы, книги по различным отраслям знаний. Богатым был отдел художественной литературы (русской и зарубежной, включая редкие прижизненные издания авторов) и литературы по искусству. Гордостью коллекции было собрание изданий времён Великой французской революции, а также совершенно полная подборка русских журналов. В библиотеке находился полный комплект журнала «Уединенный пошехонец», первого русского провинциального журнала, издававшегося в Ярославле в 1786 году.
В библиотеку Михалкова попадали даже издания, считавшиеся полностью утраченными. Так, руководитель Императорской Публичной библиотеки А. Ф. Бычков подарил Михалкову «Топографическое описание Ярославского наместничества», изданное в Ярославле в 1794 году, сопроводив подарок надписью на книге: «Единственный экземпляр, сохранившийся от пожара Яр. Губ. Типографии в 1795 г…». Фонд библиотеки был систематизирован и каталогизирован, каждая книга имела экслибрис, на котором находилось изображение родового герба Михалковых. Около 20 тысяч листов насчитывала и собранная Михалковым коллекция русских и западноевропейских гравюр.
Перед смертью Владимир Михалков позаботился о судьбе своих коллекций, в завещании наказав наследникам передать собрание в Академию наук. Это было исполнено лишь в 1910 году. Часть естественно-исторических коллекций Михалкова в том же году вернулась обратно в Рыбинск и стала основой для первого в городе музея. В 1915 году из оставшихся в усадьбе книг был составлен фонд городской публичной библиотеки, которой было присвоено имя С. В. Михалкова (одного из сыновей Владимира Сергеевича). Сегодня книги из библиотеки Михалкова находятся в собраниях Рыбинского музея-заповедника, Рыбинской центральной городской библиотеки им. Ф. Энгельса и Ярославской областной универсальной научной библиотеки имени Н. А. Некрасова.

## Семья

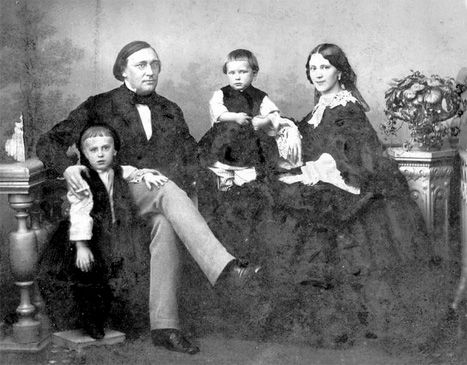
Владимир Михалков с женой и детьми

10 июля 1853 года венчался в Москве в церкви Иоанна Предтечи в Старой Конюшенной на своей четвероюродной сестре княжне Елизавете Николаевне Голицыной (20.03.1833 — 05.03.1881), внучатой племяннице ярославского губернатора М. Н. Голицына. После смерти своего отца Николая Сергеевича унаследовала подмосковное имение Назарьево. Умерла от чахотки в Таганроге, похоронена на кладбище Троицкой церкви в Назарьеве.
У них было трое детей: Александр (1856—1915), Сергей (1858—1905), Елизавета (1865—1927).
Супруги Михалковы владели землями в Московской, Тульской, Костромской губерниях, Рыбинском и Пошехонском уездах Ярославской губернии, Миусском округе области Войска Донского, а также домами в Москве. Единственным продолжателем рода по мужской линии стал Александр, потомками которого являются все современные Михалковы.
|                                |                                |                                |                                |                                       |                                       |                                       |                                       |                                       |                                       |                                |                                | Владимир Михалков (1817—1900)  |                                |                                |                                |                                |                                |                             |                             |                             |                             |                             |                             |                                  |                                  |                                  |                                  |                                  |                                  |                               |                               |                               |                               |                               |                               |                                 |                                 |                                 |                                 |                                       |                                       |                                       |                                       |                                       |                                       |                          |                          |                          |                          |  |  |                             |                             |                             |                             |                             |                             |  |  |
|                                |                                |                                |                                |                                       |                                       |                                       |                                       |                                       |                                       |                                |                                |                                |                                |                                |                                |                                |                                |                             |                             |                             |                             |                             |                             |                                  |                                  |                                  |                                  |                                  |                                  |                               |                               |                               |                               |                               |                               |                                 |                                 |                                 |                                 |                                       |                                       |                                       |                                       |                                       |                                       |                          |                          |                          |                          |  |  |                             |                             |                             |                             |                             |                             |  |  |
|                                |                                |                                |                                |                                       |                                       |                                       |                                       |                                       |                                       |                                |                                | Александр Михалков (1856—1915) | Александр Михалков (1856—1915) | Александр Михалков (1856—1915) | Александр Михалков (1856—1915) | Александр Михалков (1856—1915) | Александр Михалков (1856—1915) |                             |                             | Василий Суриков (1848—1916) | Василий Суриков (1848—1916) | Василий Суриков (1848—1916) | Василий Суриков (1848—1916) | Василий Суриков (1848—1916)      | Василий Суриков (1848—1916)      |                                  |                                  |                                  |                                  |                               |                               | Пётр Кончаловский (1839—1904) | Пётр Кончаловский (1839—1904) | Пётр Кончаловский (1839—1904) | Пётр Кончаловский (1839—1904) | Пётр Кончаловский (1839—1904)   | Пётр Кончаловский (1839—1904)   |                                 |                                 |                                       |                                       |                                       |                                       |                                       |                                       |                          |                          |                          |                          |  |  |                             |                             |                             |                             |                             |                             |  |  |
|                                |                                |                                |                                |                                       |                                       |                                       |                                       |                                       |                                       |                                |                                | Александр Михалков (1856—1915) | Александр Михалков (1856—1915) | Александр Михалков (1856—1915) | Александр Михалков (1856—1915) | Александр Михалков (1856—1915) | Александр Михалков (1856—1915) |                             |                             | Василий Суриков (1848—1916) | Василий Суриков (1848—1916) | Василий Суриков (1848—1916) | Василий Суриков (1848—1916) | Василий Суриков (1848—1916)      | Василий Суриков (1848—1916)      |                                  |                                  |                                  |                                  |                               |                               | Пётр Кончаловский (1839—1904) | Пётр Кончаловский (1839—1904) | Пётр Кончаловский (1839—1904) | Пётр Кончаловский (1839—1904) | Пётр Кончаловский (1839—1904)   | Пётр Кончаловский (1839—1904)   |                                 |                                 |                                       |                                       |                                       |                                       |                                       |                                       |                          |                          |                          |                          |  |  |                             |                             |                             |                             |                             |                             |  |  |
|                                |                                |                                |                                |                                       |                                       |                                       |                                       |                                       |                                       |                                |                                |                                |                                |                                |                                |                                |                                |                             |                             |                             |                             |                             |                             |                                  |                                  |                                  |                                  |                                  |                                  |                               |                               |                               |                               |                               |                               |                                 |                                 |                                 |                                 |                                       |                                       |                                       |                                       |                                       |                                       |                          |                          |                          |                          |  |  |                             |                             |                             |                             |                             |                             |  |  |
|                                |                                |                                |                                | Ольга Глебова (1883—1943)             | Ольга Глебова (1883—1943)             | Ольга Глебова (1883—1943)             | Ольга Глебова (1883—1943)             | Ольга Глебова (1883—1943)             | Ольга Глебова (1883—1943)             |                                |                                | Владимир Михалков (1886—1932)  | Владимир Михалков (1886—1932)  | Владимир Михалков (1886—1932)  | Владимир Михалков (1886—1932)  | Владимир Михалков (1886—1932)  | Владимир Михалков (1886—1932)  |                             |                             | Ольга Сурикова (1878—1958)  | Ольга Сурикова (1878—1958)  | Ольга Сурикова (1878—1958)  | Ольга Сурикова (1878—1958)  | Ольга Сурикова (1878—1958)       | Ольга Сурикова (1878—1958)       |                                  |                                  | Пётр Кончаловский (1876—1956)    | Пётр Кончаловский (1876—1956)    | Пётр Кончаловский (1876—1956) | Пётр Кончаловский (1876—1956) | Пётр Кончаловский (1876—1956) | Пётр Кончаловский (1876—1956) |                               |                               | Максим Кончаловский (1875—1942) | Максим Кончаловский (1875—1942) | Максим Кончаловский (1875—1942) | Максим Кончаловский (1875—1942) | Максим Кончаловский (1875—1942)       | Максим Кончаловский (1875—1942)       |                                       |                                       |                                       |                                       |                          |                          |                          |                          |  |  |                             |                             |                             |                             |                             |                             |  |  |
|                                |                                |                                |                                | Ольга Глебова (1883—1943)             | Ольга Глебова (1883—1943)             | Ольга Глебова (1883—1943)             | Ольга Глебова (1883—1943)             | Ольга Глебова (1883—1943)             | Ольга Глебова (1883—1943)             |                                |                                | Владимир Михалков (1886—1932)  | Владимир Михалков (1886—1932)  | Владимир Михалков (1886—1932)  | Владимир Михалков (1886—1932)  | Владимир Михалков (1886—1932)  | Владимир Михалков (1886—1932)  |                             |                             | Ольга Сурикова (1878—1958)  | Ольга Сурикова (1878—1958)  | Ольга Сурикова (1878—1958)  | Ольга Сурикова (1878—1958)  | Ольга Сурикова (1878—1958)       | Ольга Сурикова (1878—1958)       |                                  |                                  | Пётр Кончаловский (1876—1956)    | Пётр Кончаловский (1876—1956)    | Пётр Кончаловский (1876—1956) | Пётр Кончаловский (1876—1956) | Пётр Кончаловский (1876—1956) | Пётр Кончаловский (1876—1956) |                               |                               | Максим Кончаловский (1875—1942) | Максим Кончаловский (1875—1942) | Максим Кончаловский (1875—1942) | Максим Кончаловский (1875—1942) | Максим Кончаловский (1875—1942)       | Максим Кончаловский (1875—1942)       |                                       |                                       |                                       |                                       |                          |                          |                          |                          |  |  |                             |                             |                             |                             |                             |                             |  |  |
|                                |                                |                                |                                |                                       |                                       |                                       |                                       |                                       |                                       |                                |                                |                                |                                |                                |                                |                                |                                |                             |                             |                             |                             |                             |                             |                                  |                                  |                                  |                                  |                                  |                                  |                               |                               |                               |                               |                               |                               |                                 |                                 |                                 |                                 |                                       |                                       |                                       |                                       |                                       |                                       |                          |                          |                          |                          |  |  |                             |                             |                             |                             |                             |                             |  |  |
|                                |                                |                                |                                |                                       |                                       |                                       |                                       |                                       |                                       |                                |                                |                                |                                |                                |                                |                                |                                |                             |                             |                             |                             |                             |                             |                                  |                                  |                                  |                                  |                                  |                                  |                               |                               |                               |                               |                               |                               |                                 |                                 |                                 |                                 |                                       |                                       |                                       |                                       |                                       |                                       |                          |                          |                          |                          |  |  |                             |                             |                             |                             |                             |                             |  |  |
| Михаил Михалков (1922—2006)    | Михаил Михалков (1922—2006)    | Михаил Михалков (1922—2006)    | Михаил Михалков (1922—2006)    | Михаил Михалков (1922—2006)           | Михаил Михалков (1922—2006)           |                                       |                                       | Александр Михалков (1917—2001)        | Александр Михалков (1917—2001)        | Александр Михалков (1917—2001) | Александр Михалков (1917—2001) | Александр Михалков (1917—2001) | Александр Михалков (1917—2001) |                                |                                | Сергей Михалков (1913—2009)    | Сергей Михалков (1913—2009)    | Сергей Михалков (1913—2009) | Сергей Михалков (1913—2009) | Сергей Михалков (1913—2009) | Сергей Михалков (1913—2009) |                             |                             | Наталья Кончаловская (1903—1988) | Наталья Кончаловская (1903—1988) | Наталья Кончаловская (1903—1988) | Наталья Кончаловская (1903—1988) | Наталья Кончаловская (1903—1988) | Наталья Кончаловская (1903—1988) |                               |                               |                               |                               |                               |                               | Нина Кончаловская (1908—1994)   | Нина Кончаловская (1908—1994)   | Нина Кончаловская (1908—1994)   | Нина Кончаловская (1908—1994)   | Нина Кончаловская (1908—1994)         | Нина Кончаловская (1908—1994)         |                                       |                                       |                                       |                                       |                          |                          |                          |                          |  |  |                             |                             |                             |                             |                             |                             |  |  |
| Михаил Михалков (1922—2006)    | Михаил Михалков (1922—2006)    | Михаил Михалков (1922—2006)    | Михаил Михалков (1922—2006)    | Михаил Михалков (1922—2006)           | Михаил Михалков (1922—2006)           |                                       |                                       | Александр Михалков (1917—2001)        | Александр Михалков (1917—2001)        | Александр Михалков (1917—2001) | Александр Михалков (1917—2001) | Александр Михалков (1917—2001) | Александр Михалков (1917—2001) |                                |                                | Сергей Михалков (1913—2009)    | Сергей Михалков (1913—2009)    | Сергей Михалков (1913—2009) | Сергей Михалков (1913—2009) | Сергей Михалков (1913—2009) | Сергей Михалков (1913—2009) |                             |                             | Наталья Кончаловская (1903—1988) | Наталья Кончаловская (1903—1988) | Наталья Кончаловская (1903—1988) | Наталья Кончаловская (1903—1988) | Наталья Кончаловская (1903—1988) | Наталья Кончаловская (1903—1988) |                               |                               |                               |                               |                               |                               | Нина Кончаловская (1908—1994)   | Нина Кончаловская (1908—1994)   | Нина Кончаловская (1908—1994)   | Нина Кончаловская (1908—1994)   | Нина Кончаловская (1908—1994)         | Нина Кончаловская (1908—1994)         |                                       |                                       |                                       |                                       |                          |                          |                          |                          |  |  |                             |                             |                             |                             |                             |                             |  |  |
|                                |                                |                                |                                |                                       |                                       |                                       |                                       |                                       |                                       |                                |                                |                                |                                |                                |                                |                                |                                |                             |                             |                             |                             |                             |                             |                                  |                                  |                                  |                                  |                                  |                                  |                               |                               |                               |                               |                               |                               |                                 |                                 |                                 |                                 |                                       |                                       |                                       |                                       |                                       |                                       |                          |                          |                          |                          |  |  |                             |                             |                             |                             |                             |                             |  |  |
|                                |                                |                                |                                |                                       |                                       |                                       |                                       |                                       |                                       |                                |                                |                                |                                |                                |                                |                                |                                |                             |                             |                             |                             |                             |                             |                                  |                                  |                                  |                                  |                                  |                                  |                               |                               |                               |                               |                               |                               |                                 |                                 |                                 |                                 |                                       |                                       |                                       |                                       |                                       |                                       |                          |                          |                          |                          |  |  |                             |                             |                             |                             |                             |                             |  |  |
| Наталия Аринбасарова (р. 1946) | Наталия Аринбасарова (р. 1946) | Наталия Аринбасарова (р. 1946) | Наталия Аринбасарова (р. 1946) | Наталия Аринбасарова (р. 1946)        | Наталия Аринбасарова (р. 1946)        |                                       |                                       | Андрей Кончаловский (р. 1937)         | Андрей Кончаловский (р. 1937)         | Андрей Кончаловский (р. 1937)  | Андрей Кончаловский (р. 1937)  | Андрей Кончаловский (р. 1937)  | Андрей Кончаловский (р. 1937)  |                                |                                | Юлия Высоцкая (р. 1973)        | Юлия Высоцкая (р. 1973)        | Юлия Высоцкая (р. 1973)     | Юлия Высоцкая (р. 1973)     | Юлия Высоцкая (р. 1973)     | Юлия Высоцкая (р. 1973)     |                             |                             | Анастасия Вертинская (р. 1944)   | Анастасия Вертинская (р. 1944)   | Анастасия Вертинская (р. 1944)   | Анастасия Вертинская (р. 1944)   | Анастасия Вертинская (р. 1944)   | Анастасия Вертинская (р. 1944)   |                               |                               | Никита Михалков (р. 1945)     | Никита Михалков (р. 1945)     | Никита Михалков (р. 1945)     | Никита Михалков (р. 1945)     | Никита Михалков (р. 1945)       | Никита Михалков (р. 1945)       |                                 |                                 | Татьяна Михалкова (Шигаева) (р. 1947) | Татьяна Михалкова (Шигаева) (р. 1947) | Татьяна Михалкова (Шигаева) (р. 1947) | Татьяна Михалкова (Шигаева) (р. 1947) | Татьяна Михалкова (Шигаева) (р. 1947) | Татьяна Михалкова (Шигаева) (р. 1947) |                          |                          |                          |                          |  |  |                             |                             |                             |                             |                             |                             |  |  |
| Наталия Аринбасарова (р. 1946) | Наталия Аринбасарова (р. 1946) | Наталия Аринбасарова (р. 1946) | Наталия Аринбасарова (р. 1946) | Наталия Аринбасарова (р. 1946)        | Наталия Аринбасарова (р. 1946)        |                                       |                                       | Андрей Кончаловский (р. 1937)         | Андрей Кончаловский (р. 1937)         | Андрей Кончаловский (р. 1937)  | Андрей Кончаловский (р. 1937)  | Андрей Кончаловский (р. 1937)  | Андрей Кончаловский (р. 1937)  |                                |                                | Юлия Высоцкая (р. 1973)        | Юлия Высоцкая (р. 1973)        | Юлия Высоцкая (р. 1973)     | Юлия Высоцкая (р. 1973)     | Юлия Высоцкая (р. 1973)     | Юлия Высоцкая (р. 1973)     |                             |                             | Анастасия Вертинская (р. 1944)   | Анастасия Вертинская (р. 1944)   | Анастасия Вертинская (р. 1944)   | Анастасия Вертинская (р. 1944)   | Анастасия Вертинская (р. 1944)   | Анастасия Вертинская (р. 1944)   |                               |                               | Никита Михалков (р. 1945)     | Никита Михалков (р. 1945)     | Никита Михалков (р. 1945)     | Никита Михалков (р. 1945)     | Никита Михалков (р. 1945)       | Никита Михалков (р. 1945)       |                                 |                                 | Татьяна Михалкова (Шигаева) (р. 1947) | Татьяна Михалкова (Шигаева) (р. 1947) | Татьяна Михалкова (Шигаева) (р. 1947) | Татьяна Михалкова (Шигаева) (р. 1947) | Татьяна Михалкова (Шигаева) (р. 1947) | Татьяна Михалкова (Шигаева) (р. 1947) |                          |                          |                          |                          |  |  |                             |                             |                             |                             |                             |                             |  |  |
|                                |                                |                                |                                |                                       |                                       |                                       |                                       |                                       |                                       |                                |                                |                                |                                |                                |                                |                                |                                |                             |                             |                             |                             |                             |                             |                                  |                                  |                                  |                                  |                                  |                                  |                               |                               |                               |                               |                               |                               |                                 |                                 |                                 |                                 |                                       |                                       |                                       |                                       |                                       |                                       |                          |                          |                          |                          |  |  |                             |                             |                             |                             |                             |                             |  |  |
|                                |                                |                                |                                |                                       |                                       |                                       |                                       |                                       |                                       |                                |                                |                                |                                |                                |                                |                                |                                |                             |                             |                             |                             |                             |                             |                                  |                                  |                                  |                                  |                                  |                                  |                               |                               |                               |                               |                               |                               |                                 |                                 |                                 |                                 |                                       |                                       |                                       |                                       |                                       |                                       |                          |                          |                          |                          |  |  |                             |                             |                             |                             |                             |                             |  |  |
|                                |                                |                                |                                | Егор Михалков- Кончаловский (р. 1966) | Егор Михалков- Кончаловский (р. 1966) | Егор Михалков- Кончаловский (р. 1966) | Егор Михалков- Кончаловский (р. 1966) | Егор Михалков- Кончаловский (р. 1966) | Егор Михалков- Кончаловский (р. 1966) |                                |                                | Мария Кончаловская (р. 1999)   | Мария Кончаловская (р. 1999)   | Мария Кончаловская (р. 1999)   | Мария Кончаловская (р. 1999)   | Мария Кончаловская (р. 1999)   | Мария Кончаловская (р. 1999)   |                             |                             | Пётр Кончаловский (р. 2003) | Пётр Кончаловский (р. 2003) | Пётр Кончаловский (р. 2003) | Пётр Кончаловский (р. 2003) | Пётр Кончаловский (р. 2003)      | Пётр Кончаловский (р. 2003)      |                                  |                                  | Степан Михалков (р. 1966)        | Степан Михалков (р. 1966)        | Степан Михалков (р. 1966)     | Степан Михалков (р. 1966)     | Степан Михалков (р. 1966)     | Степан Михалков (р. 1966)     |                               |                               | Анна Михалкова (р. 1974)        | Анна Михалкова (р. 1974)        | Анна Михалкова (р. 1974)        | Анна Михалкова (р. 1974)        | Анна Михалкова (р. 1974)              | Анна Михалкова (р. 1974)              |                                       |                                       | Артём Михалков (р. 1975)              | Артём Михалков (р. 1975)              | Артём Михалков (р. 1975) | Артём Михалков (р. 1975) | Артём Михалков (р. 1975) | Артём Михалков (р. 1975) |  |  | Надежда Михалкова (р. 1986) | Надежда Михалкова (р. 1986) | Надежда Михалкова (р. 1986) | Надежда Михалкова (р. 1986) | Надежда Михалкова (р. 1986) | Надежда Михалкова (р. 1986) |  |  |

## Награды
- Кавалер ордена Святого Владимира 4 степени
- Кавалер ордена Святого Владимира 3 степени
- Кавалер ордена Святого Станислава 2 степени с императорской короной
- Кавалер ордена Святого Станислава 1 степени
- Кавалер ордена Святой Анны 2 степени
- Медаль «За труды по освобождению крестьян»
- Медаль «В память войны 1853—1856»
- Медаль «В память коронации Императора Николая II»
- Медаль «За труды по первой всеобщей переписи населения»